# Spéculation sur séance
 (octobre 2007).
La spéculation sur séance ou spéculation à court terme (en anglais : day trading) est la pratique consistant à faire des allers-retours (achats puis ventes) spéculatifs durant la même séance. On parle également d’opérations en journée ou en séance. Les horaires d'ouverture et de fermeture des marchés ainsi que les annonces publiques augmentent fortement les variations du cours et ainsi augmentent les possibilités. 
Grâce aux nouvelles technologies, la spéculation sur séance a eu tendance ces dernières années à se populariser.

## En pratique
La spéculation sur séance est la pratique consistant à acheter et à vendre des produits financiers pendant une même séance boursière dans l'espoir que tout au long de la journée le prix continuera à s'élever ou à diminuer. Les fluctuations du cours du titre permettent ainsi des bénéfices ou des pertes rapides. Les produits les plus échangés sont les actions, les options, les contrats à terme et des devises.
Si ces opérations peuvent être très profitables, elles sont néanmoins très risquées. Les opérateurs de marché misent en effet de gros volumes et font leurs commissions sur l'écart des prix des biens dans la même journée.
Avant de passer un ordre de bourse, les opérateurs à la séance regardent principalement deux choses : la liquidité et la volatilité. À chaque fin de séance, toutes les positions prises dans la journée sont clôturées. Ainsi, d'un jour sur l'autre (ou plutôt de la fin d'une séance au début d'une autre) on ne possède aucun engagement et le capital reste complètement disponible pour le lendemain.

## Lescalping
C'est une forme particulière de spéculation à la séance. Les spéculations y sont de très courte durée. Le plus souvent, les opérateurs jouent sur des variations minimes avec un effet de levier plutôt élevé, ce qui leur permet de gagner très rapidement de l'argent en une seule fois. Un scalper fera des dizaines, voire parfois des centaines d'opérations par jour.
Le principal avantage de cette technique est la somme importante de bénéfices sur une faible variation de taux. Par exemple, une position longue rapporte X de bénéfice, auquel cas X correspond à :
Variation du taux (multiplié par) nombre d'argent généré par unité variée.
En scalping, la variation sera minime, mais le bénéfice sera d'autant plus grand. En effet, X sera, dans ce cas de figure, égal à :
Variation du taux (multiplié par) le nombre de positions ouvertes (multiplié par) le nombre d'argent généré par unité variée.
En une seconde, un scalper peut gagner ce qu'un opérateur classique met plusieurs heures voire plusieurs jours à gagner.